# Радянський військовий меморіал (Відень)
Пам’ятник Радянської армії у Відні, Австрія — офіційно відомий як Монумент героям Червоної армії (нім. Heldendenkmal der Roten Armee) — розташований на площі Шварценбергплац у Відні. Пам’ятник являє собою напівкруглу колонаду з білого мармуру, що частково оточує дванадцятиметрову статую радянського солдата. Монумент було урочисто відкрито у 1945 році.
Цей меморіал зведений на честь 17 000 солдатів Червоної армії, які загинули під час Віденської наступальної операції у роки Другої світової війни. Він символізує не лише пам’ять про полеглих, але й політичну присутність Радянського Союзу в післявоєнній Австрії.

## Передісторія
Наприкінці Другої світової війни в Європі війська 3-го Українського фронту отримали наказ від Йосипа Сталіна захопити Відень. Це мало як стратегічне військове значення, так і політичну мету — використати місто як козир у післявоєнних переговорах із союзниками.
Віденська наступальна операція тривала з 2 по 13 квітня 1945 року і стала однією з останніх великих битв на європейському театрі війни. У бойових діях брали участь частини 2-го та 3-го Українських фронтів. Захоплення Відня дозволило Червоній армії посилити свій вплив у Центральній Європі й забезпечило їй позиції в Австрії на період подальшого політичного врегулювання після капітуляції нацистської Німеччини.
Після запеклих вуличних боїв радянські війська оволоділи Віднем 14 квітня 1945 року.

## Будівництво та австрійське сприйняття

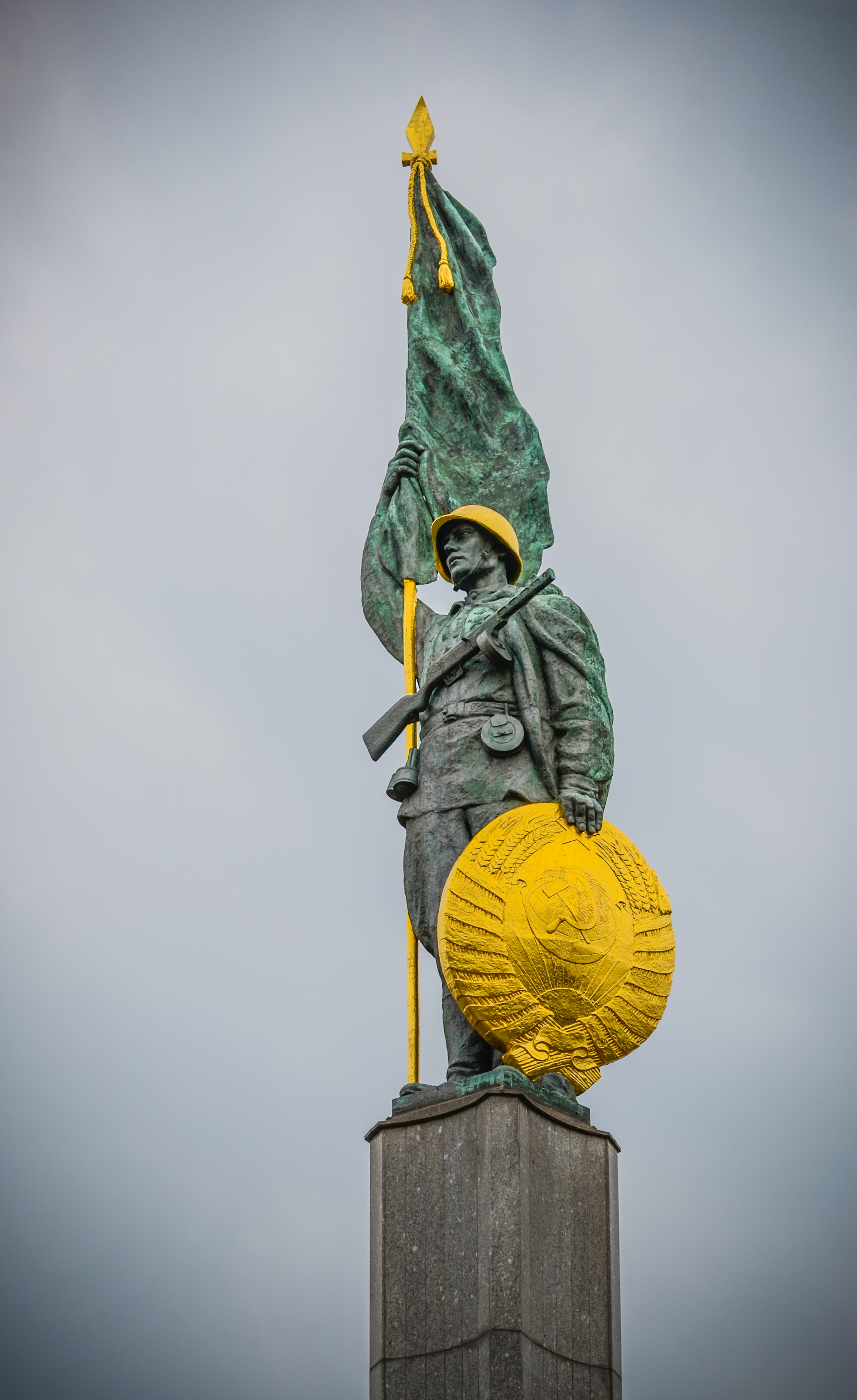
Зображений солдат Червоної Армії носить автомат ППШ-41, тримає радянський прапор і золотий герб Радянського Союзу.

Створення Союзної комісії з питань Австрії було передбачене лідерами Антигітлерівської коаліції під час засідань Європейської консультативної комісії та офіційно закріплене Угодою про контрольний механізм в Австрії, підписаною в Лондоні 4 липня 1945 року. Згідно з цією угодою, Відень, як і Берлін, було поділено на чотири окупаційні зони — американську, британську, французьку та радянську.
Ймовірно, не випадково, попри розгляд кількох варіантів розташування радянського меморіалу, остаточне рішення було прийнято на користь помітного місця в 3-му районі Відня, поблизу палацу Шварценберг. Ця локація мала символічне значення — монумент опинився у прямій видимості з будівлі, де союзники здійснювали спільне управління містом.
Для будівництва меморіального комплексу площею близько 280 м² (3 000 квадратних футів) було залучено німецьких військовополонених та австрійських робітників.
Розміщення пам’ятника у безпосередній близькості до штаб-квартири союзників мало потужний політичний підтекст. Це підкреслювало присутність СРСР як переможця та одного з основних гравців у післявоєнному врегулюванні. У той час архітектура і монументальність відігравали роль не лише вшанування пам’яті, а й демонстрації сили та впливу.
Меморіал включає тріумфальну арку, центральним елементом якої є фігура радянського солдата з пістолетом-кулеметом ППШ-41 на грудях. Солдат зображений у золотому шоломі, з піднятим радянським прапором в одній руці та золотим гербом Радянського Союзу в іншій.
Образ солдата виконаний у дусі радянського монументалізму: це не просто фігура воїна, а символ перемоги, сили й слави Червоної армії. Використання золота в елементах споруди підкреслює урочистість і значущість меморіалу, а зброя та прапор — переможну місію СРСР у війні проти нацизму.
У 2007 році президент Росії Володимир Путін відвідав меморіал, щоб покласти квіти та особисто подякувати Австрії за збереження пам’ятника. Незважаючи на окремі критичні зауваження з боку представників місцевої преси, влада міста виділила кошти на реставрацію меморіалу.
Реставраційні роботи були частиною зобов’язань Австрії щодо збереження історичної спадщини та відповідали положенням Державного договору 1955 року, який гарантував нейтралітет Австрії та закріплював її незалежність після завершення союзної окупації. Водночас цей жест викликав суперечки в суспільстві, оскільки для частини населення радянська присутність асоціюється не лише з визволенням, а й з репресіями, грабунками та насильством.

## Вандалізм
У XXI столітті пам’ятник усе частіше стає об’єктом політично вмотивованого вандалізму.
Особливої гостроти ці акти набули на тлі загострення відносин між Росією та країнами Заходу, а також після подій, пов’язаних із російською агресією проти України. Меморіал, як символ радянської (а в сучасному контексті — російської) військової присутності, перетворився на мішень для протесту, спрямованого проти імперської політики Кремля.
Серед інцидентів були випадки обливання фарбою, нанесення антивоєнних гасел та символічні дії, які відображають зміну ставлення частини австрійського суспільства до радянської спадщини в публічному просторі.
- У квітні 2012 року частину меморіалу було облито червоною фарбою.
- У травні 2014 року, на початку російсько-української війни, пам’ятник розфарбували в кольори українського прапора — жовтий і синій. Цей акт сприймався як форма протесту проти російської політики в Україні.
- У лютому 2015 року чорною фарбою облили одну з табличок на монументі, на якій міститься наказ Йосипа Сталіна з вітаннями радянським військам за перемогу у Віденській наступальній операції 1945 року.

Ці інциденти стали символами зростаючої напруги між історичною пам’яттю та сучасною політичною реальністю. Для одних радянський меморіал залишається вшануванням жертв, які віддали життя у боротьбі з нацизмом. Для інших — він уособлює тоталітарне минуле та нинішні імперські амбіції Росії. Вандалізм тут набуває форми політичного жесту, спрямованого на переосмислення ролі та місця таких пам’яток у європейському просторі.

## Текст кам'яної таблички
Текст кам'яної таблички перед пам'ятником починається так:
(Оригінал)

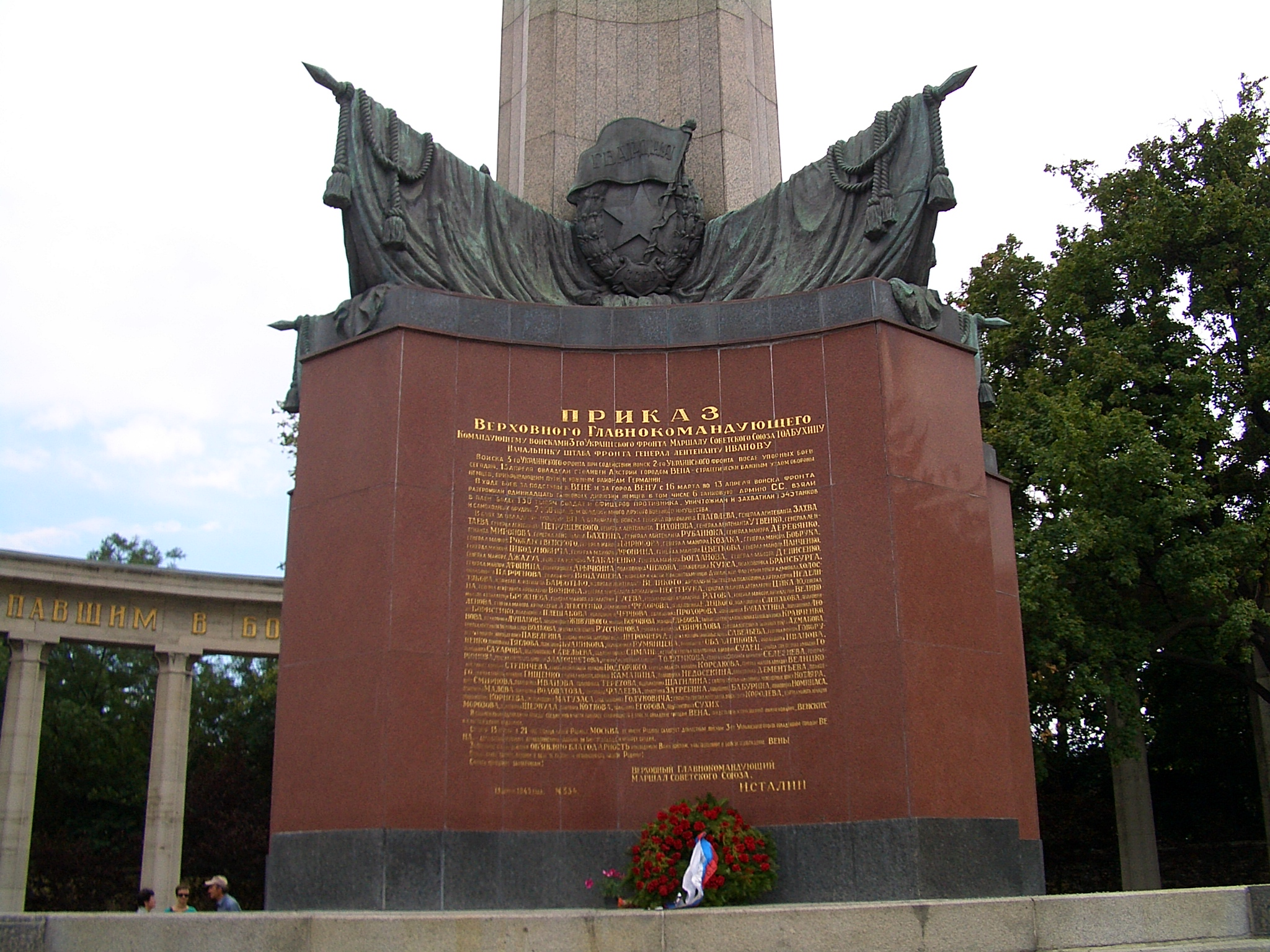
Фрагмент кам'яної таблички з текстом наказу Верховного Головнокомандувача І. В. Сталіна у зв'язку із захопленням Відня 13 квітня 1945 року.

« Приказ верховного главнокомандующего командующему войсками 3-го Украинского фронта Маршалу Советского Союза Тоабухину, начальнику штаба фронта генерал-лейтенанту Иванову
Войска 3-го Украинского фронта при содействии войск 2-го Украинского фронта после упорных боёв сегодня 13 апреля овладели столицей Австрии городом Вена - стратегически важным узлом обороны немцев, прикрывающим пути к южным районом Германии.
В ходе боёв за подступы к Вене и за город Вену с 16 марта по 13 апреля войска фронта разгромили одиннадцать танковых дивизий немцев в том числе 6 танковую армию СС, взяли в плен более 130 тысяч солдат и офицеров противника. Уничтожили и захватили 1345 танков и самоходных орудий, 2250 полевых орудий и много другого военного имущества.
В боях за овладением городом Вена отличились войска Генерал-Полковника Глаголева, Генерал-Лейтенанта Захова-Таева….. большой список офицеров.
В ознаменование одержанной победы соединения и части наиболее отличившиеся в боях за овладение городом Вена представить к присвоению наименования «Венских» и награждению орденами.
Сегодня 13 апреля в 21 час столица нашей Родины Москва от имени Родины салютует доблестным войскам 3-го Украинского фронта овладевшим городом Вена двадцатью четырьмя артиллерийскими залпами из трёхсот двадцать четырёх орудий
За личные боевые действия объявляю Благодарность руководимым Вами войскам, участвовавшим в боях освобождение Вены и павшим в боях за свободу и независимость нашей Родины!
Верховный Главнокомандующий Маршал Советского Союза И.Сталин»
(Переклад укр.)
«Наказ Верховного Головнокомандувача
командувачу військами 3-го Українського фронту
Маршалу Радянського Союзу Толбухіну,
начальнику штабу фронту генерал-лейтенанту Іванову
Війська 3-го Українського фронту за підтримки військ 2-го Українського фронту після запеклих боїв сьогодні, 13 квітня, оволоділи столицею Австрії — містом Відень, стратегічно важливим вузлом німецької оборони, що прикривав шляхи до південних районів Німеччини.
У ході боїв за підступи до Відня та за саме місто, з 16 березня по 13 квітня, війська фронту розгромили одинадцять танкових дивізій противника, у тому числі 6-у танкову армію СС. Було взято в полон понад 130 тисяч солдатів і офіцерів ворога, знищено або захоплено 1345 танків і самохідних артилерійських установок, 2250 польових гармат і велику кількість іншого військового майна.
У боях за місто Відень особливо відзначилися війська генерал-полковника Глаголєва, генерал-лейтенанта Захова-Таєва… (далі йде великий перелік командирів і частин).
На знак здобутої перемоги з’єднанням і частинам, що найбільше відзначилися у боях за Відень, надати почесне звання «Віденських» і представити до нагородження орденами.
Сьогодні, 13 квітня, о 21:00 столиця нашої Батьківщини Москва від імені Батьківщини салютує доблесним військам 3-го Українського фронту, які оволоділи містом Відень, двадцятьма чотирма артилерійськими залпами з трьохсот двадцяти чотирьох гармат.
За особисті бойові дії оголошую Подяку всім підпорядкованим Вам військам, які брали участь у боях за звільнення Відня, а також тим, хто загинув у боях за свободу і незалежність нашої Батьківщини!
Верховний Головнокомандувач
Маршал Радянського Союзу
Й. Сталін»
Цей наказ було оприлюднено як засіб військової пропаганди та мобілізації радянського суспільства у завершальний етап Другої світової війни. Він прославляв успіхи Червоної армії й особисто Сталіна як стратега. Проте у сучасному дискурсі такий пафос викликає суперечливі оцінки, зважаючи на численні репресії, що супроводжували просування радянських військ Європою.